# Bogislaw IV.

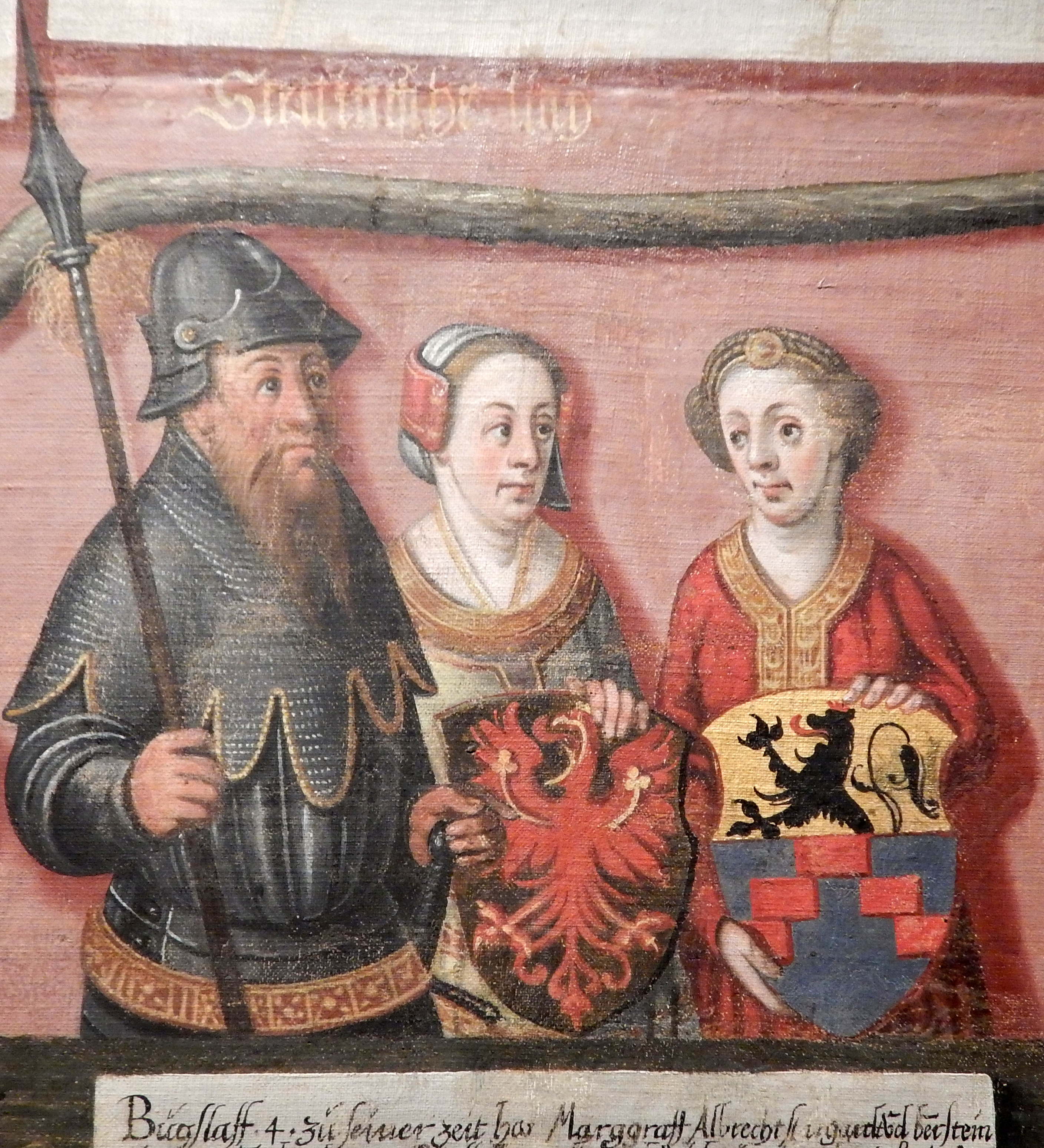
Bogislaw IV. mit seinen beiden Gemahlinnen, aus dem Stammbaum der Greifen von Cornelius Krommeny, 1598.

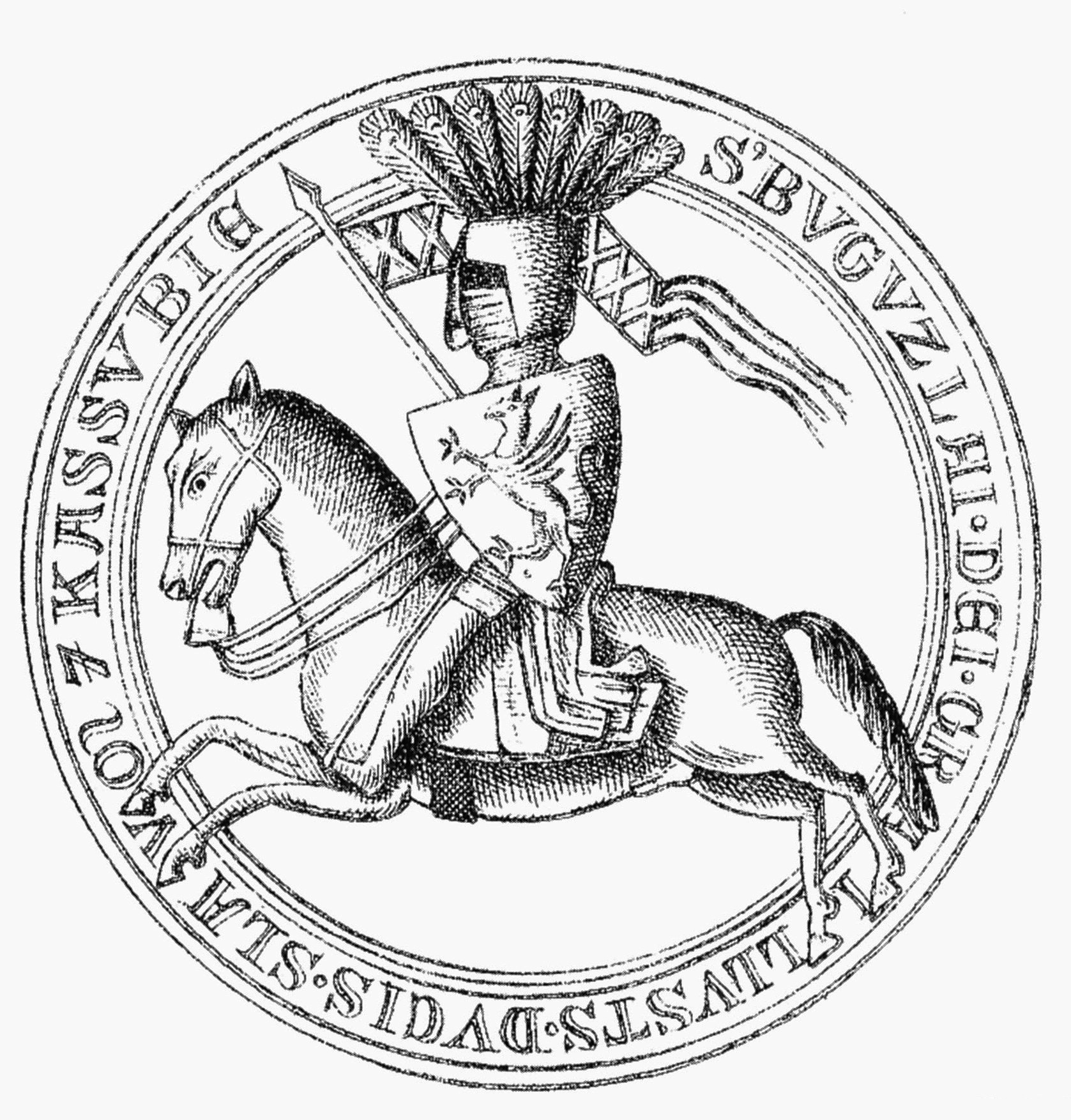
Reitersiegel von Herzog Bogislaw IV. 1278 – Umzeichnung aus Theodor Pyls Pommerschen Geschichtsdenkmälern, 1894

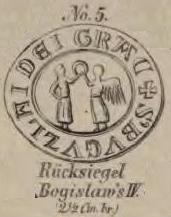
Rücksiegel von Herzog Bogislaw IV. 1278 – Umzeichnung aus Theodor Pyls Pommerschen Geschichtsdenkmälern, 1894

Bogislaw IV. (* vor 1278 † 24. Februar 1309) war Herzog von Pommern und der Sohn von Barnim I.

## Leben
Bogislaw führte nach dem Tod seines Vaters 1278 während der Minderjährigkeit seiner jüngeren Halbbrüder Barnim II. († 1295) und Otto I. zuerst die Regierung allein und wurde noch im Jahr 1295 in der Teilungsurkunde provisor fratrum genannt. In diese Zeit fiel die für die Gestaltung des nordöstlichen Deutschlands bedeutsame brandenburgische Fehde von 1278–1284, an welcher auch Bogislaw wesentlich beteiligt war. Denn obwohl der Herzog durch seine Heirat mit Mechtild, einer Tochter des Markgrafen Johann, mit den Askaniern verschwägert war, so suchte er sich doch durch ein mit Sachsen, Mecklenburg, dem Fürstentum Rügen und den Hansestädten geschlossenes Bündnis vom 13. Juni 1283 der immer mehr wachsenden und von Dänemark unterstützten Macht des Kurfürstentums Brandenburg zu entziehen, musste aber am 13. August 1284 den ungünstigen Frieden zu Vierraden schließen. Die gänzliche Beilegung der großen Fehde ging einerseits von der neubegründeten Königsgewalt, welche nach ihrer Befestigung im südlichen Deutschland auch das nördliche in den Bereich der nationalen Politik hereinzuziehen begann, andererseits von den norddeutschen Fürsten, Ständen und Städten selber aus. Während nach der Niederlage Ottokars II. von Böhmen der römisch-deutsche König Rudolf von Habsburg den süddeutschen Landen die Segnungen des Friedens gewährte, so einte man sich in Norddeutschland am 15. Mai 1287 zu dem Rostocker Landfrieden. Dieser Vertrag war wichtig für die Entwicklung der Hanse und  der Städte an Ost- und Nordsee, deren Macht sich mit jedem Jahr mehr befestigte. Die Ausbreitung des lübischen Rechtes im Ostseeraum schuf eine Angleichung der gesellschaftlichen und staatlichen Zustände und verband die Städte zu einer solidarisch haftenden Gesamtheit, deren Kern in den auch von Bogislaw und Witzlaw II. von Rügen durch Erweiterung ihrer Privilegien der Stadtgemeinden des Wendengebietes beruhte. Unter Adolf von Nassau wurde jedoch der Frieden gebrochen und infolgedessen das im Jahr 1295 zu Mühlhausen den Markgrafen von Brandenburg das von Kaiser Friedrich II. erteilte Anrecht auf Lehnshoheit über Pommern erneuert. Hieran schlossen sich wiederholte Händel in Mecklenburg und der Erbfolgestreit in Pomerellen; dagegen wurde der nach Barnims Tode 1295 zwischen den überlebenden Brüdern Bogislaw und Otto ausgebrochene Zwist durch Vermittlung der Stände am 12. Juli 1295 in Stettin in der Weise beigelegt, dass Bogislaw das Landgebiet Pommern-Wolgast und Otto I. Pommern-Stettin als sein Erbteil empfing, wodurch fortan beide Herzogtümer für 169 Jahre getrennt blieben.
So in den inneren Verhältnissen seines Landes gestärkt, suchte Bogislaw, als nach Przemysls Tod im Jahr 1296 Władysław I. Ellenlang die Herrschaft im Königreich Polen und Herzogtum Pomerellen antrat, auf seine Erbberechtigung in dem letztgenannten Gebiet gestützt, einen Teil Hinterpommerns in Besitz zu nehmen; doch erhob gleichzeitig Brandenburg Ansprüche darauf, welchen Bogislaw im Bunde mit Władysław I. und Bischof Petrus von Cammin im Markgrafenkrieg zu begegnen suchte. Als der Camminer Bischof Petrus starb und dessen Nachfolger, Bischof Heinrich, die Partei des Landesherrn verließ und nach Wladislaws I. Thronentsetzung der mit Brandenburg befreundete König Wenzel von Böhmen die Oberhoheit über Pommern beanspruchte, musste Bogislaw auf seine Pläne verzichten. Vermutlich auch weil ihm mit dem brandenburgischen Markgrafen Waldemar ein überlegener Gegner erwuchs. Auch die nach Wenzels Tode wiederholte Erhebung Wladislaws I. Ellenlang auf den polnischen Thron blieb für ihn ohne günstige Folgen: er musste das jenseits der Persante und des Golm besetzte Landgebiet aufgeben, und schließlich sah sich der alternde Herzog zu einem Frieden genötigt, in welchen auch der abtrünnige Bischof Heinrich von Cammin eingeschlossen wurde. In diesem erlangte er zwar eine Erweiterung der Landesgrenze durch das Belgarder Gebiet, musste aber dagegen die Lehnsherrschaft Brandenburgs für sich und seine Nachfolger anerkennen. Bald darauf starb Bogislaw nach einer dreißigjährigen Regierung am Matthiastage (24. Februar) 1309 und fand sein Grab in der wiederhergestellten Domkirche zu Cammin. Aus seiner zweiten Ehe mit Margarethe, einer Tochter des Fürsten Wizlaw II. von Rügen, stammt Wartislaw IV., welcher ihm in der Regierung von Pommern-Wolgast folgte.

## Nachweise
1. ↑  Scriptores rerum Prussicarum, Band I, S. 708–709, Anmerkung 91
2. ↑  Martin Wehrmann: Geschichte von Pommern. Erster Band, Waidlich Reprints, Frankfurt 1981 (unveränderter Neudruck der ersten Ausgabe von 1904/06), S. 99.

## Weblink
- genealogie-mittelalter

| Personendaten    | Personendaten      |
| ---------------- | ------------------ |
| NAME             | Bogislaw IV.       |
| KURZBESCHREIBUNG | Herzog von Pommern |
| GEBURTSDATUM     | 13. Jahrhundert    |
| STERBEDATUM      | 24. Februar 1309   |